# Los Aldamas
Los Aldamas là một đô thị thuộc bang Nuevo León, México. Năm 2005, dân số của đô thị này là 1675 người.